# Técső
Técső (ukránul: Тячів [Tyacsiv], oroszul: Тячeв [Tyacsev], szlovákul: Tačová, románul: Teceu Mare) város Ukrajnában, Kárpátalján, a Técsői járás székhelye.

## Fekvése
A város Huszttól 30 km-re délkeletre, a Tisza jobb partján, a Máramarosi-medence völgyében fekszik, ennek megfelelően ez a folyó, amely Kárpátalja legnagyobb folyója is, a város szerves részét képezi. Itt ömlik bele a Técső-patak. Határában emelkedik a Kápolna-domb

### Megközelítése, közlekedés
A települést érinti a Bátyú–Királyháza–Taracköz–Aknaszlatina-vasútvonal, valamint az N-09-es Munkács–Rohatin–Lviv főútvonal.

## Nevének eredete
Neve a régi magyar Técs személynév kicsinyítő képzős változatából származik.

## Története

A református parókia Técsőn

1211-ben Tecu néven említik először.
1308-ban a fő sószállító vizek közt szerepelt Técső is Viskkel, Talaborral, és Szigettel együtt. A középkorban a közeli sóbányák sóvágói lakták.  A kiváltságait 1329-ben kapta Károly Róbert királytól városi ranggal. A városi státuszt és a kiváltságokat megkapva Técsőt kizárták a helyi közigazgatási alárendeltségből, és közvetlenül magának a magyar királynak számolt be. 1334-ben a pápai tizedjegyzék szerint egyházának papja 60 garas, 1335-ben 48 garas pápai tizedet fizetett.
1406-ban és 1453-ban a városi jogokat és a szabad királyi városokhoz való tartozását királyi oklevelek erősítik meg. 1472-ben a várost III. István moldvai fejedelem felgyújtatta. Az Oszmán Birodalommal vívott háború kárpátaljai pusztításai miatt 1504-ben a polgárok kiváltságait kiterjesztették, és az 1551. évi kiváltság szerint a polgárok jogot kaptak a szabad földhasználathoz, a királyi erdőkben szarvasmarhák legeltetéséhez, halászathoz, vámmentes kereskedéshez. A técsőieknek egyik kötelessége volt a huszti vár ellátása, amellyel a vár parancsnoka időnként visszaélt, és más feladatokra kényszerítette őket. Técső az öt máramarosi koronaváros egyike volt. 1657-ben a várost elpusztította a lengyel hadseregek. 1685-86-ban a Máramaros vármegye területén elszállásolt osztrák hadsereg 9589 forintos kárt okozott a helyi lakosoknak.
A Rákóczi-szabadságharchoz sok técsői csatlakozott. A város közelében működtek az úgynevezett hucul egységek. A városi hatóságok felmentették az adók alól azokat a családokat, amelyek tagjai a nemzeti felszabadító hadseregben voltak, amiért később a Habsburgok szigorúan megbüntették őket.
Vályi András „Magyar Országnak Leírása” (1796) című művében az alábbiakat írja a városról: „TÉCSŐ. Tyakova. Elegyes magyar Mezőváros Máramaros Várm. földes Ura a’ Kir. Kamara, lakosai katolikusok, ó hitüek, és többen reformátusok, fekszik n. k. Bedőhöz, d. Szatmár Vármegyéhez, n. ny. Úrmezőhöz 1 mértföldnyire; határja 2 nyomásbéli, kevés búzát, és rozsot, de kukoritzát, zabot, és árpát bővséggel terem; piatzok helyben is, mivel vásárjaik esnek, Szigeten, Visken, és Huszton, valamint Ugocsa Várm. is; szénájok olly bőven terem, hogy gyakran magok a’ lakosok keresik a’ vevőt; erdeje bőven van, melly 2 napi járó földet kerűletében felűl halad; szőleje nintsen, vagyon határjában savanyú víz, és a’ Királyi Kamarának a’ Tiszán nagy, és kőltséges révje van, melly által járásnál kezdődik Szatmár Vármegyébe vivő, a’ Tecsői határon, ’s a’ bikkes erdőn, és hegyen készíttetett ország úttya, egészen a’ Szatmár Vármegyei határig.”
Fényes Elek 1851-ben kiadott „Magyarország Geographiai Szótára” (1851) című geográfiai szótárában így ír a városról: „Tétső, magyar-orosz m. v., Máramaros vmegyében, egy termékeny térségen, a Husztról Szigetre vezető országutban, a Tisza mellett, Szigethez 3 mfdnyire: 164 r. kath., 533 g. kath., 1108 ref., 2 evang., 9 zsidó lak., romai és görög kath., reform. anyaszentegyházakkal. Földje kevés buzát, többnyire tengerit, rozsot, árpát, és zabot terem; szénája igen sok, bikkes erdeje szép. F. u. a korona. Mintegy 1 1/2 órányi távolságra fekszik Ferenczvölgye üveghuta, 219 r. kath., 38 g. kath. lak. Postája helyben. E város a koronai birtokhoz tartozík.”
Az 1870-es évektől megindul a gazdasági élet. Fejlesztik az élelmiszerek előállítását: földművelés, állattenyésztés. Ez is hozzájárult a népesség növekedéséhez. A 19. század közepén a lakosság elérte az 1806 főt, közülük a legtöbb református (1108 fő), a második legnagyobb számban a görögkatolikusok (533 fő).
1902-ben Ferencvölgyet csatolták hozzá.
1910-ben 5910 lakosából 4482 magyar, 855 ruszin és 434 német volt. A trianoni békeszerződésig Máramaros vármegye Técsői járásának székhelye volt. A trianoni békeszerződéssel Ferencvölgye és a város Tiszán túli része Kistécső néven Romániához került, 1941 és 1944 között újra Técső része lett, majd ismét román terület lett. 1961 óta város, járási székhely, 13 000 lakosából mintegy 4000 magyar.

## Népessége
Técsőnek 2001-ben 9 519 lakosa volt, melynek 71,33%-a ukrán, 24,23%-a magyar, 2,74%-a orosz, 0,22%-a német, 0,11%-a fehérorosz nemzetiségű (a maradék 1,37% nem nyilatkozott). A 9 519 lakosból 6,996 fő (73,5%) ukrán, 2 153 fő (22,62%) magyar, 264 fő (2,77%) orosz anyanyelvű (a maradék 1,01% egyéb).

## Ipar
A szovjet időkben erős ipari vállalkozások működtek a városban. Sok técsői egy gyümölcskonzervgyárban és egy művészeti termékgyárban dolgozott. Ukrajna függetlensége idején a finanszírozási nehézségek miatt ezek a vállalkozások összeomlottak és feloszlottak.
Jelenleg három külföldi befektetéssel működő gyár működik a városban. Van egy bútoralapanyag-gyártó gyár (USA befektető), egy ruhavarró üzem (olasz befektető) és egy üzemanyag-brikettgyártó gyár (magyar befektető). A város területén számos kis- és középvállalkozás és egyéni vállalkozó is működik. Técső környékén fejlesztik a mezőgazdaságot, különösen az alma- és szilvatermesztést.

## Nevezetességek

### Református templom
A református templom a 13. században, közvetlenül a tatárjárás után épült. Eredetileg római katolikus felekezetűek temploma volt, majd a reformációt követően 1546 óta a reformátusok tulajdona. Kibővítésére 1748-ban, tornyának felépítésére 1810-ben került sor. A templom mennyezetét festett kazetták borítják, amelyek 1748-ban készültek. A rendkívül puritán berendezésű templomban egy 20. század elejéről származó magyar zászlót is megtekinthetünk, mely a templom padlásán vészelte át a szovjet időket. 1944-ig a templom falai között volt Máramaros leggazdagabb könyvtára. 1985-ben renoválták.

### Kossuth-mellszobor
A Kossuth-mellszobor 1896-ban készült.

### Hollósy Simon
A templom mellet áll Hollósy Simon mellszobra, melyet 1993-ban állítottak.
Szintén a városon található az egykori Hollósy-ház. Itt töltötte életének utolsó éveit a magyar festőművész, 1918. május 8-án Técsőn hunyt el.

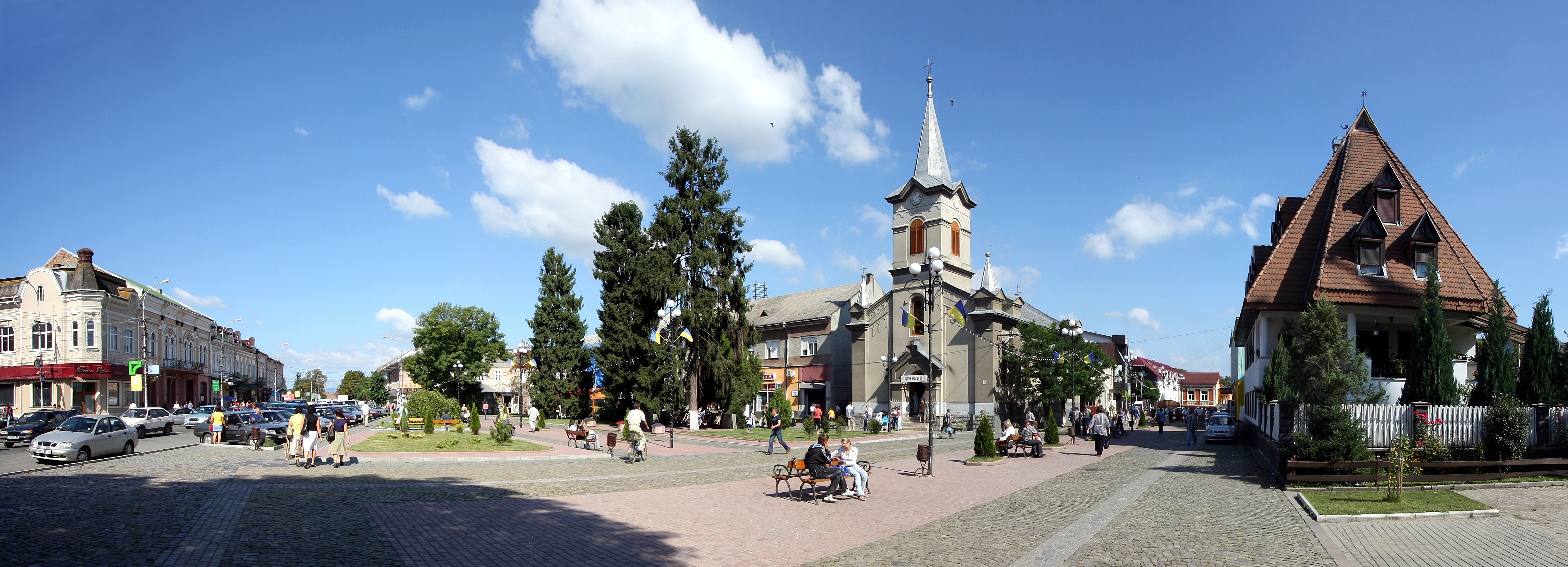
Técső központja

## Testvérvárosai
- Jászberény, Magyarország
- Kazincbarcika, Magyarország
- Nagykálló, Magyarország
- Vác, Magyarország
- Balmazújváros, Magyarország

## Híres emberek

Hollósy Simon mellszobra Técső központjában

- Itt áll Hollósy Simon festőművész egykori alkotóháza, ahol 1915-től haláláig, 1918-ig élt.
- Itt született 1869-ben Vandrasek József gyógyszerész, vegyész.
- Itt született Padányi Gulyás Jenő (1945 után Eugene Padanyi-Gulyas; 1900. május 21. – 1982. november 8.) építészmérnök, politikus, néprajzi gyűjtő, plakáttervező.
- Itt született 1955. január 1-én Riskó György festő, grafikus.
- Itt született 1966. február 13-án Gazda Albert újságíró.
- Innen származik a hagyományos máramarosi ruszin zenét játszó méltán híres Técsői Banda.
- Itt volt városi képviselő, és több más szállal is kötődött a településhez Hápka Péter (1885–1961) ügyvéd, kárpátaljai autonómiapárti magyar politikus, magyarországi országgyűlési képviselő.

## Técső az irodalomban
Técső a címadó helyszíne Örkény István Técsőiek című egyperces novellájának.

## Galéria

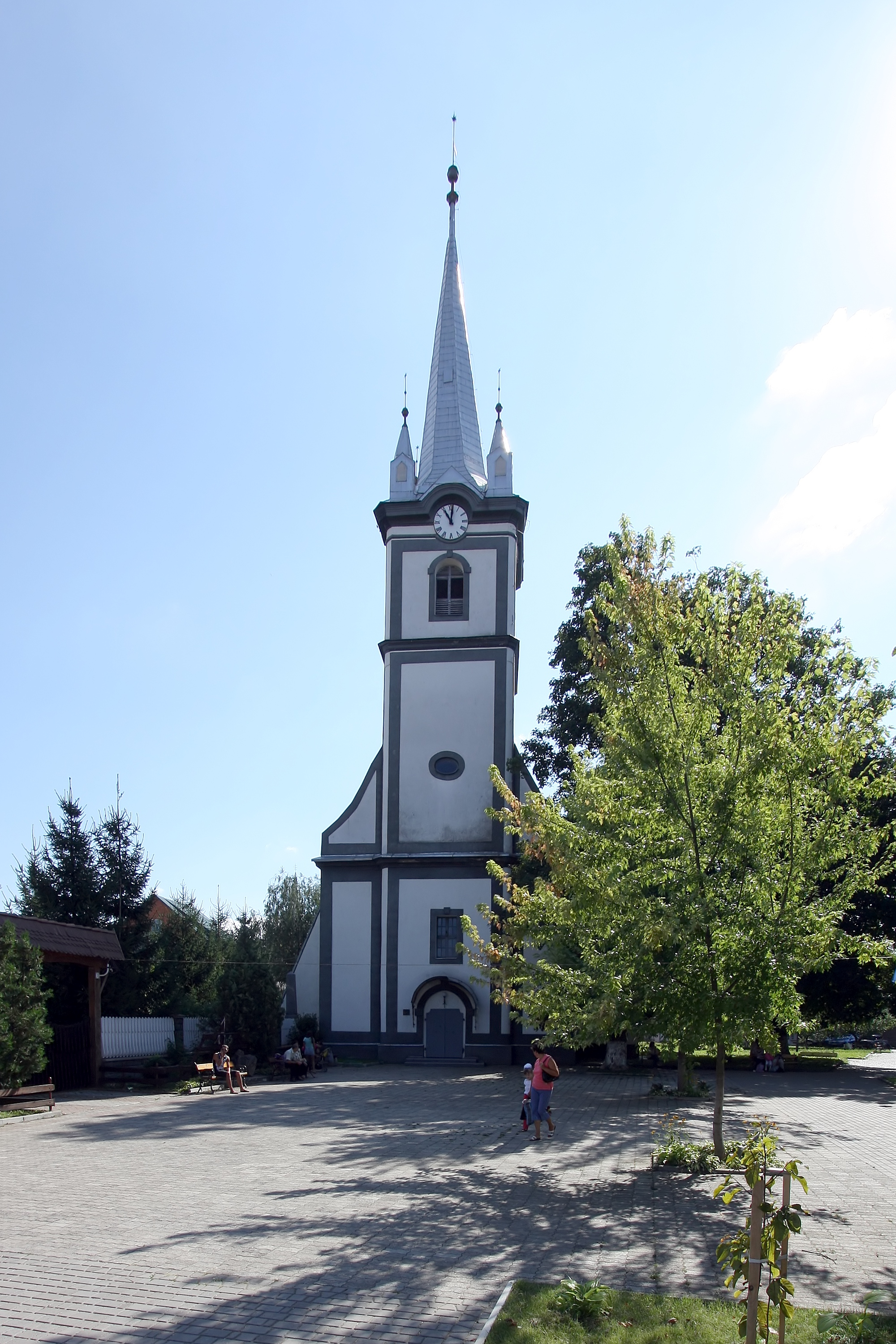
Református templom
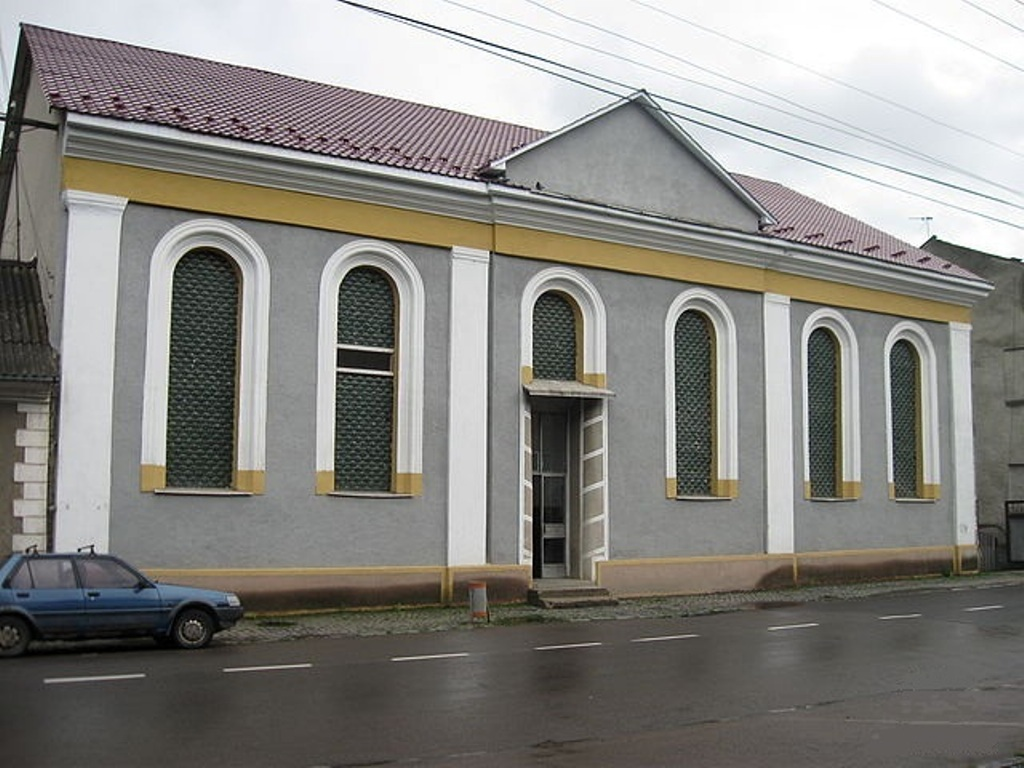
Zsinagóga
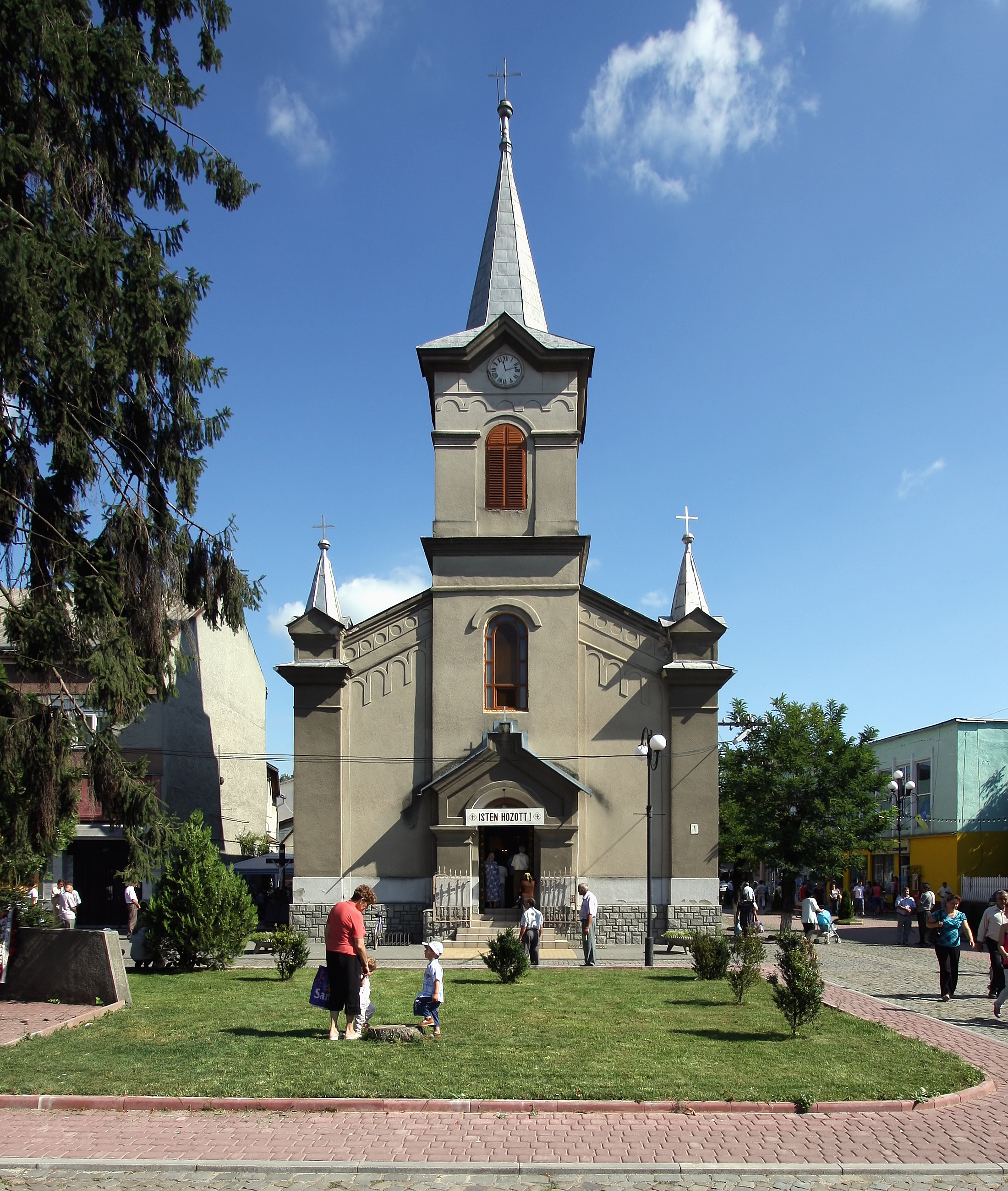
Római katolikus templom
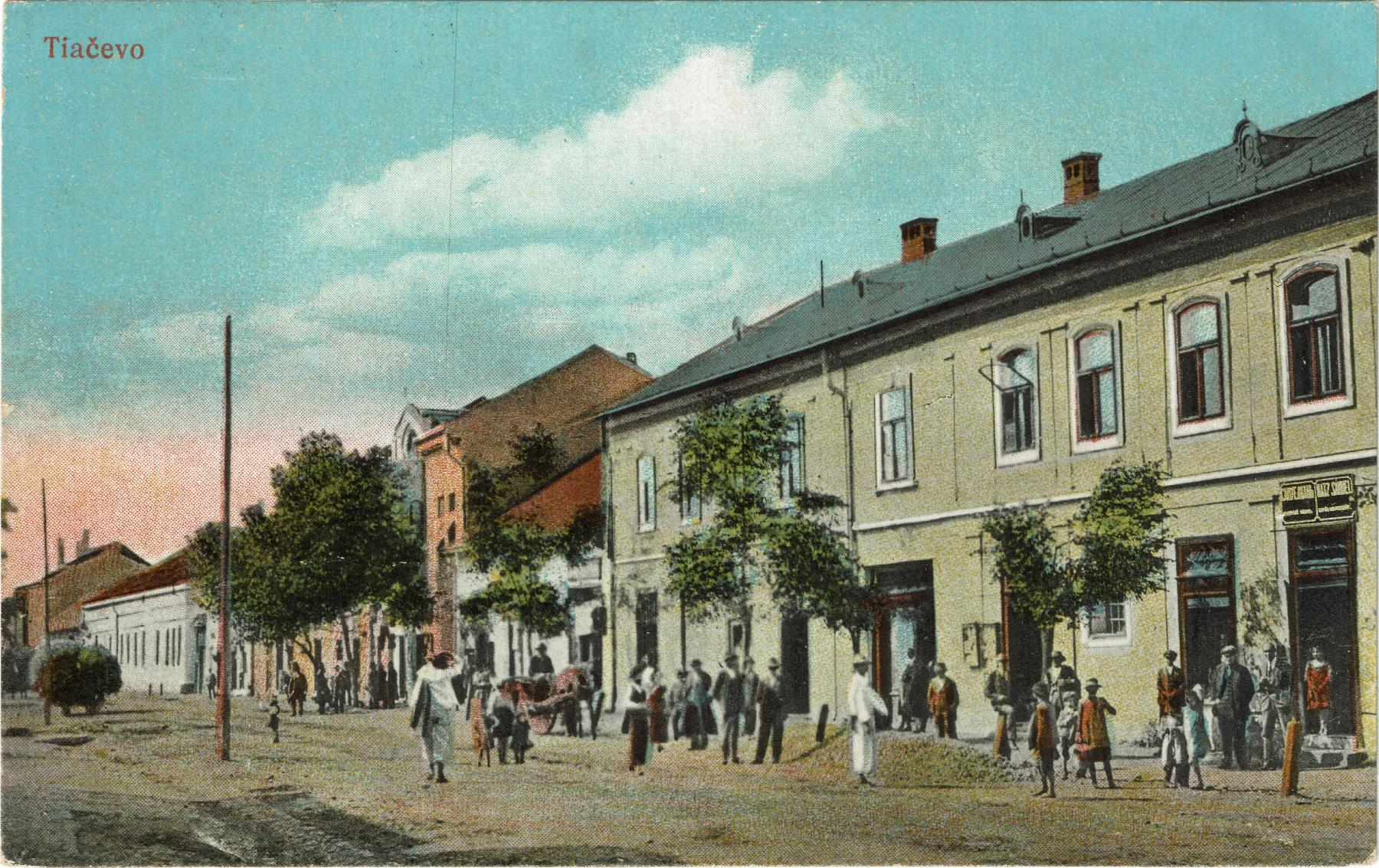
Utca kép Katz Samuel boltjáról
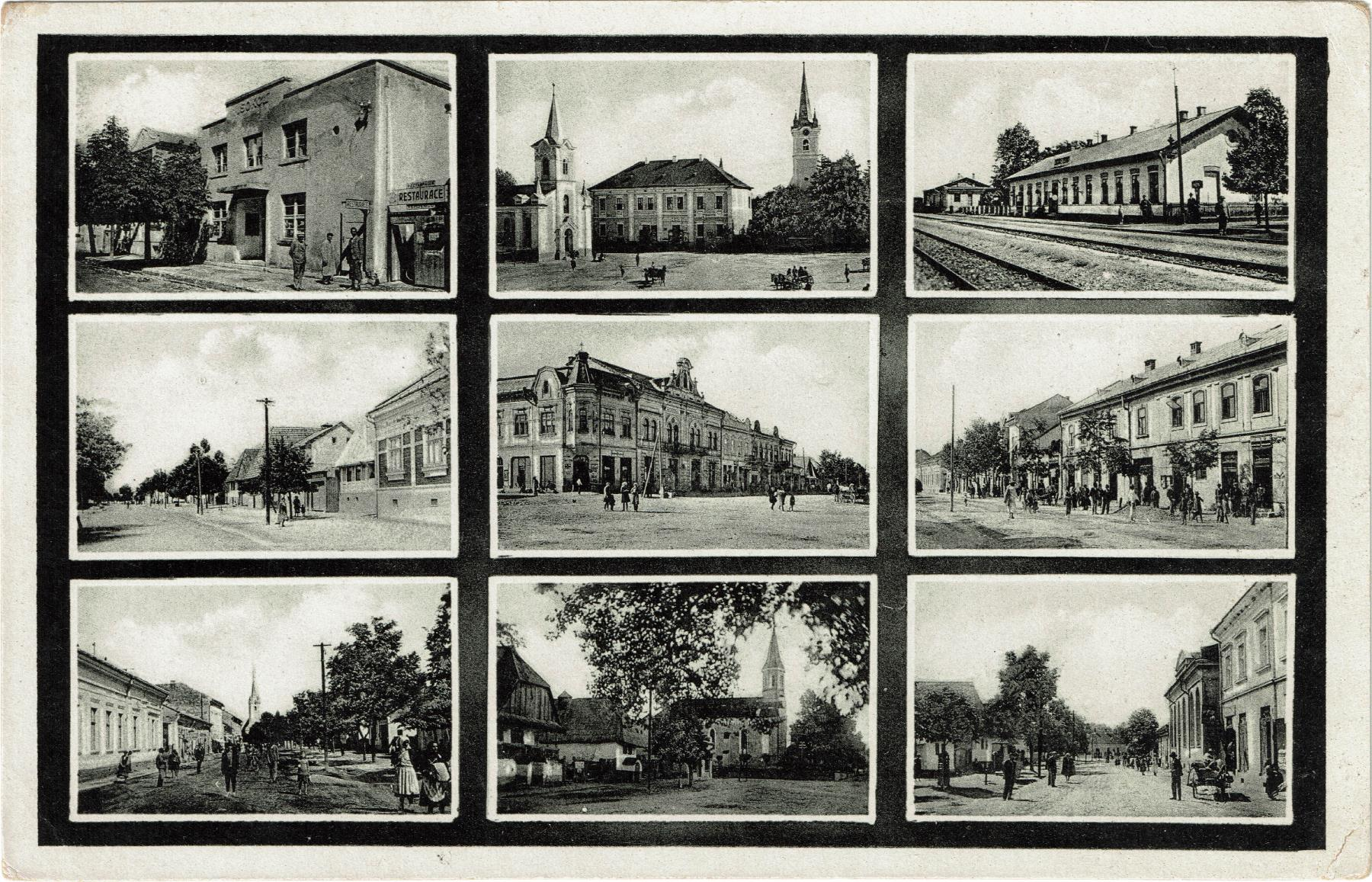
Képek
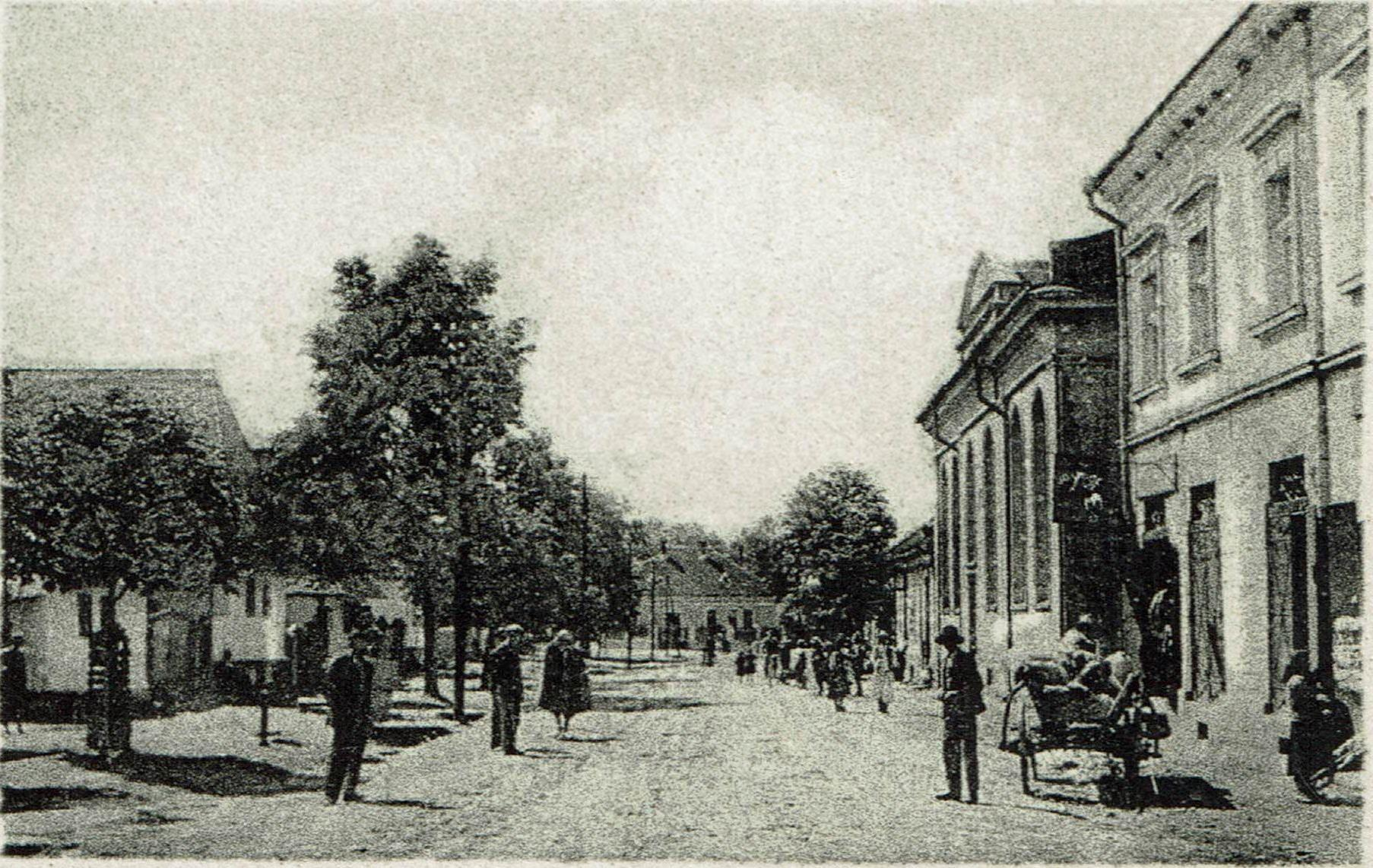
Jelenlegi Függetlenség (Nenalezsnosztyi) utca